# تیم ملی فوتبال کویت
تیم ملی فوتبال کویت (به عربی: منتخب الكويت لكرة القدم)، یک تیم فوتبال بین‌المللی است که به نمایندگی از کشور کویت به میدان می‌رود. این تیم زیر نظر فدراسیون فوتبال کویت فعالیت می‌کند.
تیم ملی کویت، با ۱۰ مقام قهرمانی در مسابقات قهرمانی کشورهای عربی حاشیه خلیج فارس رکوردار است و سابقه ۱ قهرمانی در بازیهای غرب آسیا را دارد و مهم‌ترین عنوان این تیم قهرمانی در جام ملت‌های آسیا ۱۹۸۰ است. این مسابقات در خود کشور کویت برگزار شده بود. در بازی فینال، کویت با نتیجه ۳ بر صفر کره جنوبی را شکست داد تا قهرمان شود. در جام ملت‌های آسیا ۱۹۸۴، سوم شد و در جام ملت‌های آسیای ۱۹۹۶ به مقام چهارمی دست یافت. بهترین رتبه کویت در رده‌بندی فیفا، ۲۴ ام بوده‌است. بهترین گلزن در تاریخ تیم ملی کویت، بشار عبدالله است. در ضمن، کویت یک بار نیز به جام جهانی فوتبال (۱۹۸۲ میلادی) صعود کرده که در همان مرحله گروهی حذف شده‌است. در آن مسابقات، کویت با چکسلواکی به تساوی یک بر یک دست یافت اما ۴ بر ۱ و همچنین ۱ بر صفر، نتایج را به ترتیب به فرانسه و انگلستان واگذار کرد.